# モロン空軍基地
モロン空軍基地（スペイン語：Base Aérea de Morón）は、スペイン・アンダルシア州セビリア県モロン・デ・ラ・フロンテラ郊外西15km、セビリア市の南東約56kmに所在するスペイン空軍の飛行場。米軍共用基地であるロタ海軍基地は南西121km離れた位置にある。
1941年に開設されスペイン空軍が使用を開始する。1953年からアメリカ合衆国空軍との共同使用が始まる。当初は3カ所の基地が共用されていたが現在では唯一の米西空軍共用基地となっている。アメリカ軍にとりモロン空軍基地は長大な滑走路を有し中東と東地中海へと続く地上燃料補給システムの経路上にあり、イベリア半島における主要拠点となっている。このため北米大陸東部から機動する米軍にとり重要な基地となっている。

## 歴史
1940年、バスケス・サガスティサバル軍用飛行場として建設が始まる。翌年にスペイン陸軍航空隊の戦闘機パイロットの訓練の為に運用が開始される。1953年にスペイン・アメリカ両政府は米西防衛協定を締結し、モロンを含む複数のスペイン国内基地の使用についての合意を成立させる。空軍基地についてはモロン以外にはトレホン空軍基地とサラゴサ空軍基地が米軍と共用することになる。米軍施設の施設の建設はアメリカ合衆国海軍の指揮下で完成まで3年以上かかった。
1958年5月13日、最初に即時反撃任務に供されるためB-47戦略爆撃機がモロンに配備され、その後KC-97空中給油機が支援任務のために到着する。その6週間後、最初の輪番派遣防空任務戦闘飛行隊第1陣がチャック・イェーガー空軍中佐の指揮下にあったF-100戦闘機がカリフォルニア州にあるジョージ空軍基地から到着する。1962年まで基地は主に即時反撃任務の為に使用され、同年に基地は戦略航空軍団から在欧アメリカ空軍に移管される。通信支援のために派遣飛行任務「晴天」でイギリス空軍アルコンベリー空軍基地からRF-4C偵察機が飛来し、それと共にRF-101偵察機装備の偵察飛行隊および航空救出活動支援のために第67航空宇宙救出回収隊が展開した。
1971年にモロン基地は「修正暫定的地位」に再指定されトレホン空軍基地は主要支援基地（PSB）に指定される。1980年代にはスペイン空軍がF-5戦闘機を装備した小規模な飛行隊が基地を利用していた。しかし、大部分の施設は閑散としており基地運用について極めて制限されていた。
1983年11月に米西合同演習CRISEX 83が実施されている間、B-52戦略爆撃機が再びスペイン空域に進入しモロン基地に到着している。B-52戦略爆撃機は以前に発生したパロマレス米軍機墜落事故後、スペイン空域への進入禁止措置が取られていた。
1991年間にスペイン基地維持計画でトレホン空軍基地およびロタ空軍基地と一緒にモロン基地を維持することが要求されるが規模は大幅に削減された。1995年に第712空軍基地隊は第496空軍基地隊と交代する。この時にアメリカ空軍は制限用途基地として再指定され戦術作戦実施部隊は常設配備されなくなった。この時期以降、展開支援のための中継基地として運用される。その後の湾岸戦争や希望回復作戦およびアライド・フォース作戦ではB-52戦略爆撃機や空中給油機が頻繁に運用されている。1995年から1997年にかけてはコロネット・イースト展開で95機以上の戦闘機や給油機をトルコや西南アジア方面に展開させる準備拠点となった。1996年に第496空軍基地隊はイタリアのアヴィアーノ空軍基地の第31支援群隷下におかれた。1999年にはコソボ紛争では広範囲に給油支援を実施している。2001年に基地はアフガニスタン方面に展開する記録的な数の空輸と戦闘機転回を不朽の自由作戦の為に提供する。2003年にはイラク戦争に参加する戦闘機配備支援の中核点となったので活動は増大している。2004年に基地は再編成のため第712空軍基地群からドイツにあるラムシュタイン空軍基地の第38戦闘支援団隷下に配転される。2007年に第712空軍基地隊は非現役化され残余はラムシュタインの第86作戦群第496空軍基地隊隷下で再編成される。
2013年には、アメリカがアメリカアフリカ軍（AFRICOM）の隷下に新編した危機対応特別目的海兵空地任務部隊（SP-MAGTF CR）が本基地に配備された。これはアフリカ地域での自国民や政府関係者や施設に生じる脅威に迅速に対処するためのアメリカ合衆国海兵隊の即応部隊であり、アフリカ域内に基地が確保できなかったため本基地に配備されたものであった。2013年4月25日に海兵隊の第1陣が到着し拠点として稼働する。配備部隊の規模は海兵隊員約500人（この内戦闘要員は225人、支援要員が225人）で6機のV-22垂直離着陸型輸送機とKC-130空中給油機2機の支援を受ける態勢となる。

## スペースシャトル
1984年にモロン基地はアメリカ航空宇宙局スペースシャトルの海外中断着陸（TAL）施設支援計画に参画する。場内には特別誘導機器と着陸補助体制、そしてオービター着陸回収のために訓練を受けた要員が置かれた。さらに1980年代間の打ち上げ期間中はアメリカ空軍将兵が現場周辺の天気予報を提供するためモロンに展開した。そして地元スペインの天気予報と調整作業が行われている。

## 配置部隊
- スペイン空軍
  - 第11航空団（ユーロファイター タイフーン戦闘機を装備）
  - 第221飛行隊（P-3哨戒機を装備）
  - 第2航空展開支援隊（SEADA）
  - スペイン税関常設監視隊（第37航空団の下で運用）
  - 緊急事態対処部隊第2大隊（U.M.E- BIEM II）
- アメリカ空軍
  - 第496空軍基地隊
- アメリカ海兵隊
  - 危機対応特別目的海兵空地任務部隊